# Psilacantha charidotis
Psilacantha charidotis är en fjärilsart som beskrevs av John Hartley Durrant 1916. Psilacantha charidotis ingår i släktet Psilacantha och familjen vecklare. Inga underarter finns listade i Catalogue of Life.